# Green Collection
Die Green Collection (englisch für Green-Sammlung, benannt nach der US-amerikanischen Familie Green) ist eine private Sammlung von Handschriften, Drucken und anderen Objekten zur Geschichte der Bibel in Oklahoma City. Sie ist mit über 40.000 Stücken eine der weltweit größten Sammlungen ihrer Art.

## Geschichte
Die Green Collection wurde ab 2009 von Scott Carroll aufgebaut, im Auftrag von und finanziert durch den evangelikalen Milliardär David Green und seinen Sohn Steve Green (Geschäftsführer der Kunstgewerbe-Filialkette Hobby Lobby). Die expansive Anschaffungspolitik wurde dadurch begünstigt, dass durch die Finanzkrise ab 2007 zahlreiche Institutionen und Privatsammler zu Verkäufen gezwungen waren. Es kam aber auch zu illegalen Ankäufen, so im Dezember 2010 ein Kauf von über 5500 Stücken, vor allem Tontafeln mit Keilschrift und Rollsiegeln, die unter ungeklärten Umständen aus dem Irak herausgeschmuggelt worden waren. Diese wurden von den US-Behörden beschlagnahmt; 2017 verpflichtete sich Green zur Rückgabe der Stücke und weiterer 144 Rollsiegel zweifelhafter Herkunft sowie zur Zahlung einer Strafe von 3 Millionen US-Dollar.
Geplant war zunächst (bis 2010) der Aufbau einer Sammlung für ein National Biblical Museum (englisch für Nationales Biblisches Museum) in Texas.
2012 entschloss sich Green mit anderen, ein Museum of the Bible (englisch für Bibelmuseum) in Washington, D.C. zu errichten.
2014 berief Steve Green den deutsch-amerikanischen Neutestamentler David Trobisch zum Kurator der Green Collection und zum Gründungsdirektor des Museum of the Bible. Im Gegensatz zu Green gilt Trobisch nach Angaben der Zeitung Washington Post als herausragender liberaler Akademiker. Seine Aufgabe werde es demnach sein, die Kritiker zu überzeugen, dass es sich bei der Sammlung nicht nur um evangelikale Propaganda handele. Seine Berufung wurde in Kreisen der akademischen Papyrologie als tiefgreifender Vorwärtsschritt für die Green Collection angesehen.
Es fanden inzwischen zahlreiche Ausstellungen in Städten der USA, ebenso in Jerusalem, im Vatikan, in Buenos Aires, Havanna, Ulm und an anderen Orten statt.

## Bestände

### Handschriften
Hebräisch und aramäisch

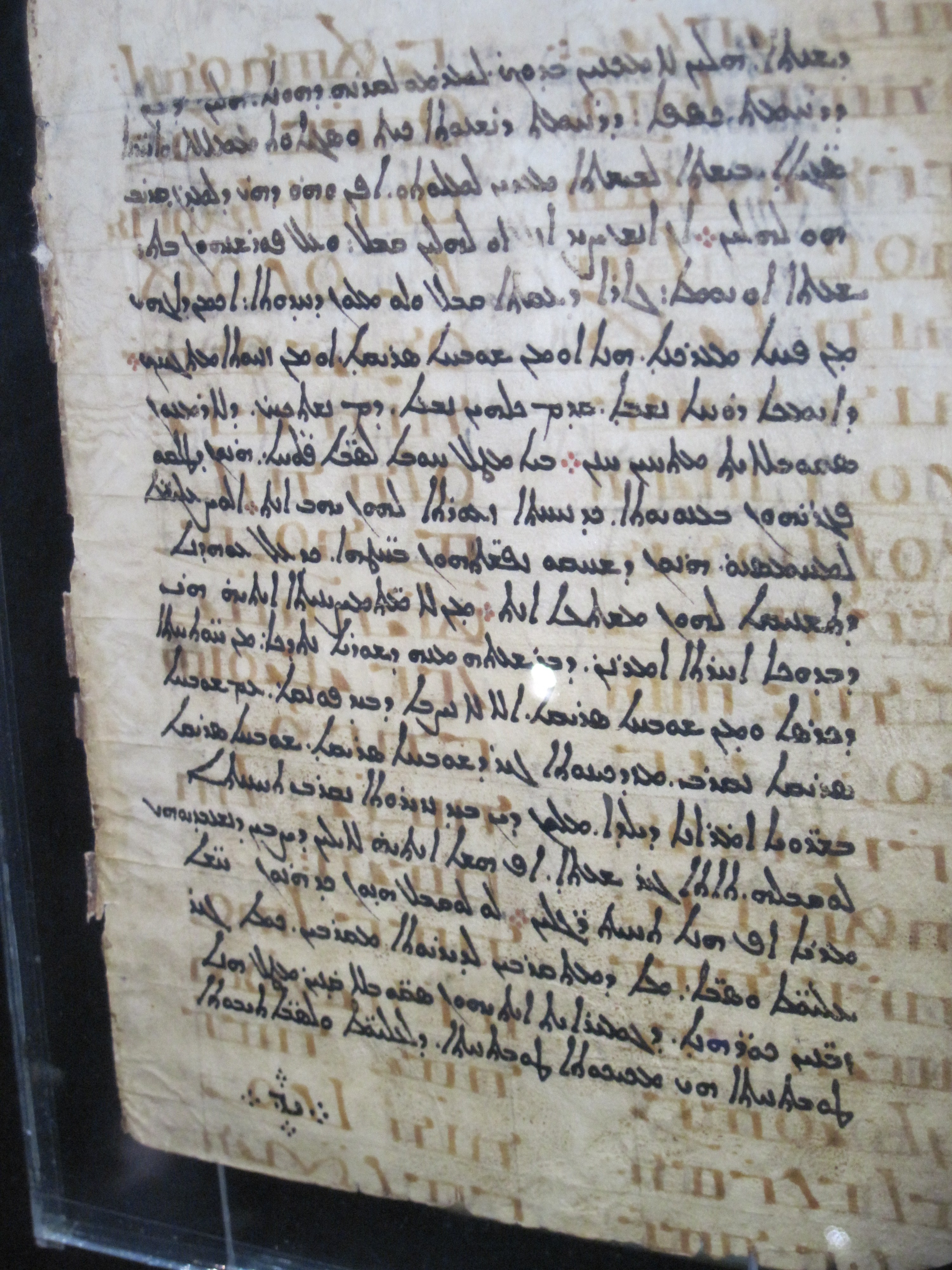
Codex Climaci Rescriptus

- Fragmente von Schriftrollen vom Toten Meer
- Torarollen
- Codex Climaci Rescriptus, 6. Jhd., Altes und Neues Testament Fragmente, in christlich palästinischem Aramäisch, Palimpsest
- Codex Valmadonna I

Griechisch

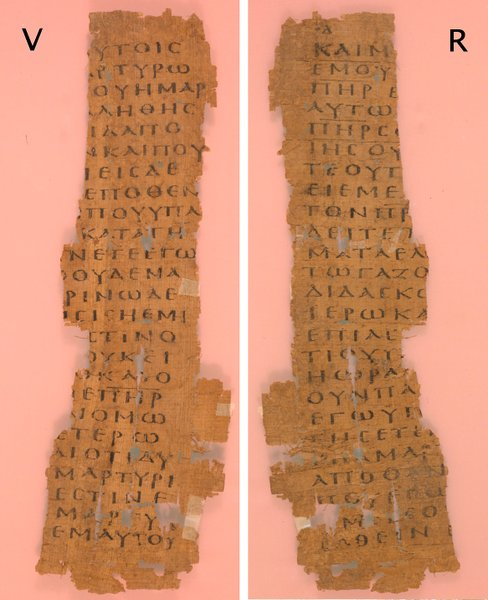
Papyrus Oxyrhynchus 1780

- Papyrus Oxyrhynchus 1780, 3. Jhd., Johannesevangelium ({\displaystyle {\mathfrak {P}}}39)
- Papyrus Bodmer XXIV, 3. Jhd., Psalmen
- Wyman Fragment, 4. Jhd., Römerbrief
- Codex Climaci Rescriptus, 8. Jhd., Evangelien, Palimpsest
- weitere Oxyrhynchus Papyri, darunter P. Oxy. 1351

Mittelenglisch
- Rosebery Rolle, 14./15. Jhd., Psalter, erster Erwerb der Collection

Deutsch
- Brief von Martin Luther, einen Tag vor seiner Exkommunikation

Weitere
- Papyri
- illustrierte Handschriften

### Buchdrucke
- Gutenberg-Bibel, unvollständig
- Luther-Bibeln und Traktate

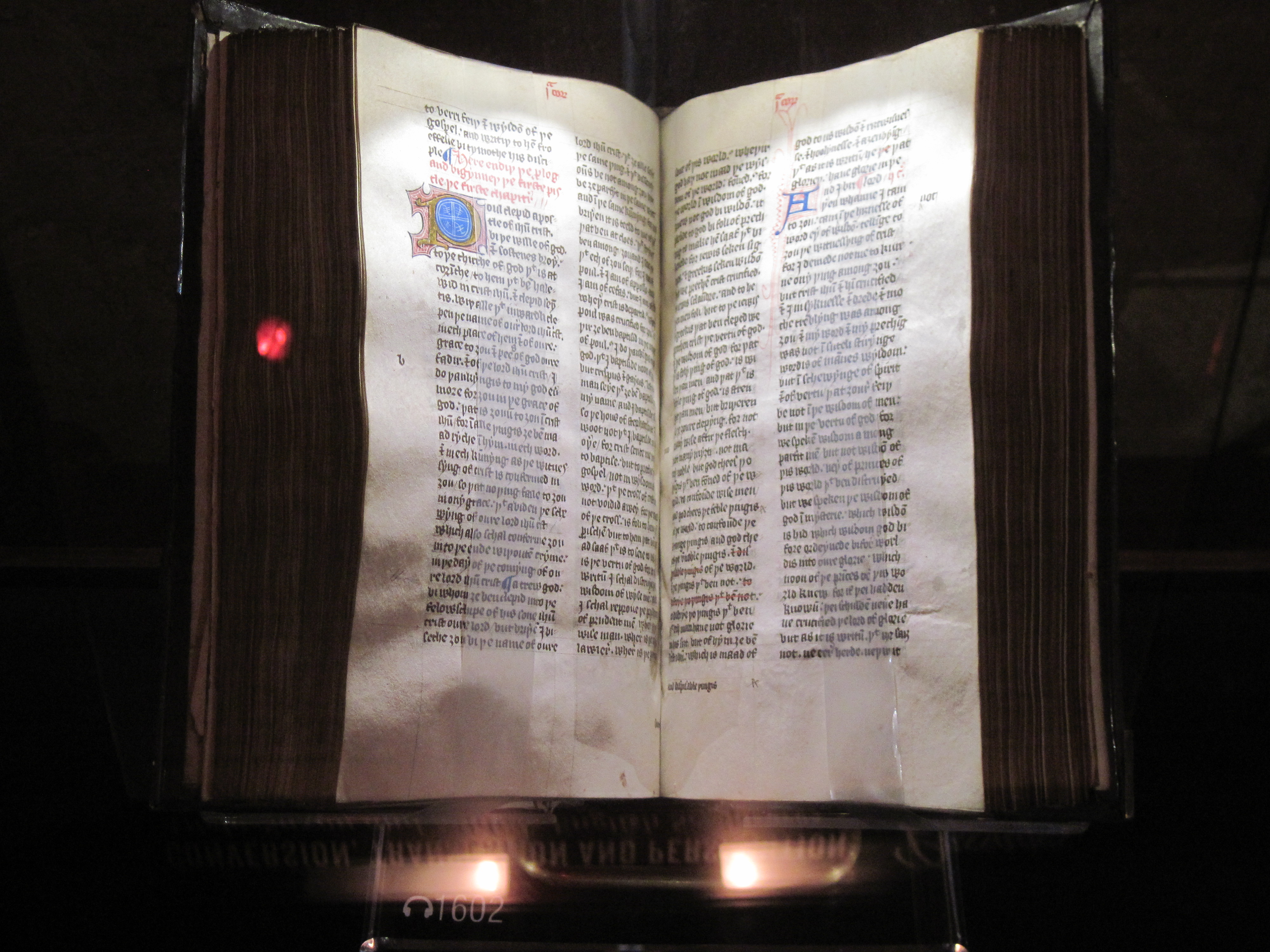
Bibel in der Übersetzung von John Wycliff

- Bibeldruck in der Übersetzung des englischen Reformators John Wycliff

### Keramik
- viele Scherben, 6000–4300 v. Chr. (Neolithikum)